# Nove Selîșce, Berezivka
Nove Selîșce (în ucraineană Нове Селище) este un sat în comunei Kurisove din raionul Berezivka, regiunea Odesa, Ucraina.

## Demografie
Componența lingvistică a localității Nove Selîșce
     Ucraineană (87,5%)
     Rusă (3,75%)
     Română (1,25%)
Conform recensământului din 2001, majoritatea populației localității Nove Selîșce era vorbitoare de ucraineană (87,5%), existând în minoritate și vorbitori de găgăuză (7,5%), rusă (3,75%) și română (1,25%).